# Криль (лунный кратер)
Кратер Криль (лат. Crile) — маленький ударный кратер в северо-восточной части Болота Сна на видимой стороне Луны. Название присвоено в честь американского хирурга Джорджа Вашингтона Криля (1864—1943) и утверждено Международным астрономическим союзом в 1976 г. 

## Описание кратера

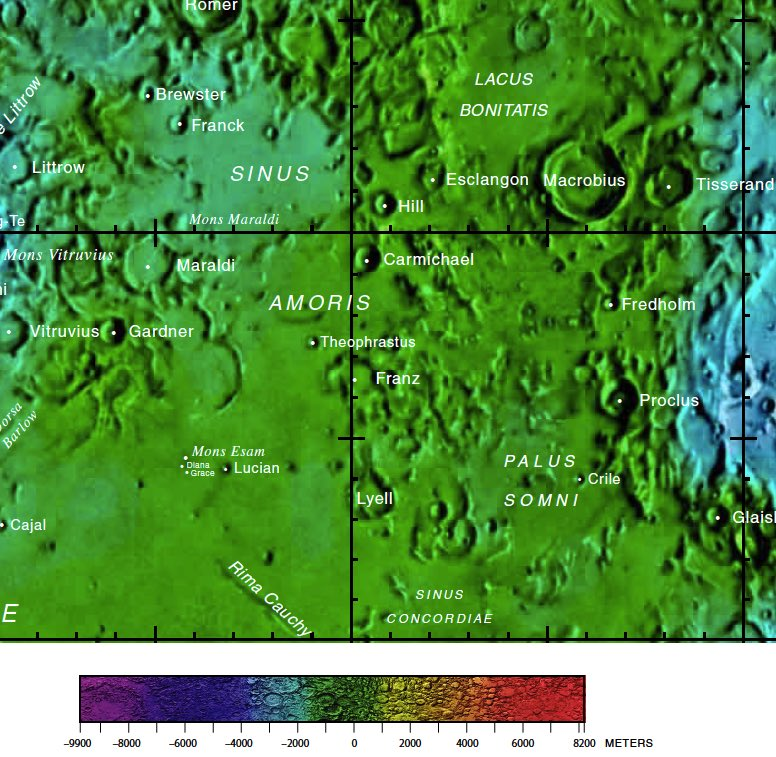
Окрестности кратера Криль. Фрагмент карты видимой стороны Луны.

Ближайшими соседями кратера Криль являются кратер Лайелл на западе; кратер Прокл на севере-северо-востоке; кратер Глейшер на востоке-юго-востоке и кратеры Уатт и Леонардо Да Винчи на юге. На западе от кратера расположено Море Спокойствия; на востоке – Море Кризисов, на юго-западе – Залив Согласия. Селенографические координаты центра кратера 14°13′ с. ш. 45°59′ з. д. / 14,21° с. ш. 45,98° з. д., диаметр 9,3 км, глубина 2 км.
Кратер Криль имеет циркулярную чашеобразную форму. Вал несколько сглажен, внутренний склон вала гладкий. Высота вала над окружающей местностью достигает 330 м, объем кратера составляет приблизительно 30 км³. По морфологическим признакам кратер относится к типу ALC (по названию типичного представителя этого класса — кратера Аль-Баттани C).
До получения собственного наименования в 1976 г. кратер имел обозначение Прокл F (в системе обозначений так называемых сателлитных кратеров, расположенных в окрестностях кратера, имеющего собственное наименование).

## Сателлитные кратеры
Отсутствуют.

## См.также
- Список кратеров на Луне
- Лунный кратер
- Морфологический каталог кратеров Луны
- Планетная номенклатура
- Селенография
- Минералогия Луны
- Геология Луны
- Поздняя тяжёлая бомбардировка